# Alexander Arnold
Alexander Arnold, all'anagrafe Alexander John Clark Arnold (Ashford, 21 dicembre 1992), è un attore britannico, meglio noto per il suo ruolo di Rich Hardbeck nella quinta e sesta stagione del teen drama Skins.

## Biografia e carriera
Arnold è nato e cresciuto ad Ashford, nella contea del Kent. Ha compiuto il suo esordio nel mondo della recitazione prendendo parte ad alcuni spettacoli teatrali della sua città. In età adolescenziale, entra nel cast principale della celebre serie di E4 Skins, interpretando uno dei personaggi più amati dal pubblico.
Dopo il primo successo televisivo, è apparso in altre produzioni prodotte dalla BBC e da ITV, fra le quali la serie in costume Poldark, vincitrice del premio del pubblico ai BAFTA 2016. Nelle miniserie A Mother's Son e What Remains, Arnold ha interpretato il personaggio protagonista.
A livello cinematografico, nel 2014 ha ottenuto il suo primo ruolo di supporto nel film di genere western The Salvation.

## Curiosità
- È bassista e cantautore in una band della sua città dal nome Circuithouse.
- Nel 2012 ha donato un dipinto per il The Bristol Autism Project, una fondazione a sostegno dei bambini autistici di Bristol.

## Filmografia

### Cinema
- Mickey & Michaela Bury Their Dad, regia di Tom George - cortometraggio (2013)
- The Salvation, regia di Kristian Levring (2014)
- Nighthawks, regia di Anthony Lee - cortometraggio (2014)
- The Son, regia di Nikolaj Belzer - cortometraggio (2015)
- The Removal, regia di Paul Gay - cortometraggio (2016)
- David Brent: Life on the Road, regia di Ricky Gervais (2016)
- Rachel (My Cousin Rachel), regia di Roger Michell (2017)
- Le stelle non si spengono a Liverpool (Film Stars Don't Die in Liverpool), regia di Paul McGuigan (2017)
- Yesterday, regia di Danny Boyle (2019)
- The Outpost, regia di Rod Lurie (2020)
- Creation Stories, regia di Nick Moran (2021)
- The Chromakey Man, regia di William Samaha - cortometraggio (2022)

### Televisione
- Skins – serie TV, 16 episodi (2011-2012)
- A Mother's Son, regia di Edward Bazalgette – miniserie TV (2012)
- In The Flesh – serie TV, 1 episodio (2013)
- Vera – serie TV, 1 episodio (2013)
- What Remains, regia di Coky Giedroyc – miniserie TV (2013)
- Silk – serie TV, 1 episodio (2014)
- Foyle's War – serie TV, 1 episodio (2015)
- Poldark – serie TV, 4 episodi (2015)
- Capital, regia di Euros Lyn – miniserie TV, 2 episodi (2015)
- Delitti in Paradiso – serie TV, 1 episodio (2016)
- Save Me – serie TV, 6 episodi (2018)
- Signora Volpe – serie TV, episodio 1x03 (2022)
- Pistol, regia di Danny Boyle – miniserie TV, 3 episodi (2022)

## Teatro
- Shopping and Fucking, regia di Mark Ravenhill (2016)

## Doppiatori italiani
Nelle versioni in italiano dei suoi film, Alexander Arnold è stato doppiato da:
- Alberto Franco in Foyle's War, Creation Stories, L'ultimo respiro - Trappola negli abissi
- Angelo Evangelista in Skins
- Matteo Costantini in Pistol